# 朋友收藏集 新生活
《Tomodachi Life 朋友收集 新生活》（又译作）是由任天堂企划开发本部開發的一款生活模擬遊戲，並在任天堂3DS上發行，日本版本於2013年4月18日發行。並在2014年6月取得较高銷售記錄。本作是《朋友收集》（任天堂DS，僅在日本發行）的續作。

## 遊戲玩法
在遊戲開始時，玩家可以對島嶼進行命名，創建或通過其他途徑來訂製Mii人物的形象，並將其安放在一棟公寓中。遊戲最多只能容納有100個Mii人物。

### 創建工具
玩家可以通過任天堂3DS、任天堂2DS、任天堂3DS XL等設備或者遊戲內創作工具製作以及掃描遊戲QR碼導入創建Mii人物，並允許玩家根據偏好來設定Mii人物的聲音、人物的性格、體重以及身高等個人特徵。

### 生活
玩家可以給Mii人物吃東西、試穿不同的衣服，與別人交往等其他休閒活動。隨著時間的推移或其他Mii人物的加入，Mii人物之間會發生各種特殊活動（如與某位Mii結為好友、浪漫、競爭甚至可以組建家庭，料理幼兒）。

## 評價
《Tomodachi Life 朋友收集 新生活》是日本電子遊戲市場最暢銷的遊戲之一，總計銷量約為404,858台。2014年9月，其全球銷量達到312萬部。2022年9月30日，任天堂公司已經在全球銷售了671萬部。
Tomodachi Life在發行後取得了較好評分，GameRankings和Metacritic給予的平均分數分別為72％和71/100。
- IGN給予的分數為8.4分/10分，並稱其為「一個了不起的有趣、有益的遊戲」。[4]
- Polygon給予的分數為7.5分，並讚揚遊戲畫面的可愛性，但批評遊戲的內容是重複的。[5]
- GamesRadar給予的分數為「四顆星/五顆星」，並讚揚其奇怪的幽默性與輕鬆的遊戲玩法，但批評遊戲中的小遊戲太過簡單。[6]
- GameTrailers給予的分數為6.0，並批評這款遊戲不支持「同性戀」關係。之後，美國任天堂公司因未能將「同性戀」關係納入朋友收藏新生活而表示道歉，同時表明了任天堂NOA不會再次改變遊戲的內容，也不可能在後期補丁中添加這一特性。同時也表明：「將會開發Tomodachi系列的後續版本，並會努力設計一個更具包容性的遊戲。」[7]

## 外部連結
- 官方网站：日文、英文